# Abelard Fàbrega i Esteba
Abelard Fàbrega i Esteba (Cabanes (Alt Empordà), 1894 - Mèxic, 1991) fou un editor català.
Va estudiar magisteri a l'Escola Normal de Girona. Del 1918 al 1922 fou professor de Llagostera al costat de Julià Cutiller i Creus, amb qui van impulsar l'excursionisme fins al punt de ser considerats impulsors del Grup Excursionista Bell Matí de Llagostera, i foren els primers dirigents de les entitats de futbol que evolucionarien fins a l'actual Unió Esportiva Llagostera. Del 1931 al 1933 va ser secretari del seminari de pedagogia de la Universitat de Barcelona. Acabada la Guerra Civil espanyola (1939) va haver d'exiliar-se a Mèxic. L'Institut d'Estudis Catalans ofereix anualment una borsa d'estudi o beca per a la investigació lingüística.